# Montealegre de Campos
Montealegre de Campos es un municipio y localidad española de la provincia de Valladolid, en la comunidad autónoma de Castilla y León, comarca de Tierra de Campos. Cuenta con una población de 105 habitantes (INE 2024).

## Geografía
Se localiza al borde del páramo, muy cerca del límite con la provincia de Palencia, dominando una amplia extensión de terreno en derredor. En la parte más septentrional de la población se localiza el castillo, su principal monumento. El casco histórico está declarado conjunto histórico-artístico.

## Historia
Cuenta con importantes vestigios de la Edad del Hierro, época en la que llegó a ser una importante ciudad vaccea. En el período romano continuó jugando un importante papel, contando con varias villas. En esta población se encontró un hospitum de bronce del año 134 d. C. por el que, en tiempos del Imperio romano, se establecían las relaciones de vecindad entre varios pagos de Amallaóbriga con el municipio de Cauca. Sin embargo, Montealegre tenía el nombre de Intercatia.
Durante la Edad Media su posición volvió a ser fundamental, cuando estas tierras se volvieron a recuperar y poblar de forma estable.
En el extremo del promontorio se levantaría por parte de la Corona una pequeña fortificación amurallada, a modo de castro, que podría ser la que la familia Meneses tuvo como tenencia durante los siglos XII y XIII. Este linaje, poco a poco, y desde el que era el castillo propio de Villalba de los Alcores, fue haciéndose con el control de la región.
A finales de siglo XIII, un miembro de la familia Meneses (Juan Alfonso de Alburquerque) construyó el actual castillo de Montealegre de Campos en la parte posterior del promontorio, haciendo de él la principal fortaleza de su linaje en la comarca de Tierra de Campos.

## Demografía
Cuenta con una población de 105 habitantes (INE 2024).
| Gráfica de evolución demográfica de Montealegre de Campos entre 1842 y 2021 |
| |
| Población de derecho según los censos de población del INE Población de hecho según los censos de población del INEEn estos censos se denominaba Montealegre: 1842, 1857, 1860, 1877, 1887, 1897, 1900, 1910, 1920, 1930, 1940, 1950, 1960, 1970, 1981 y 1991 |

## Administración y política

### Lista de alcaldes

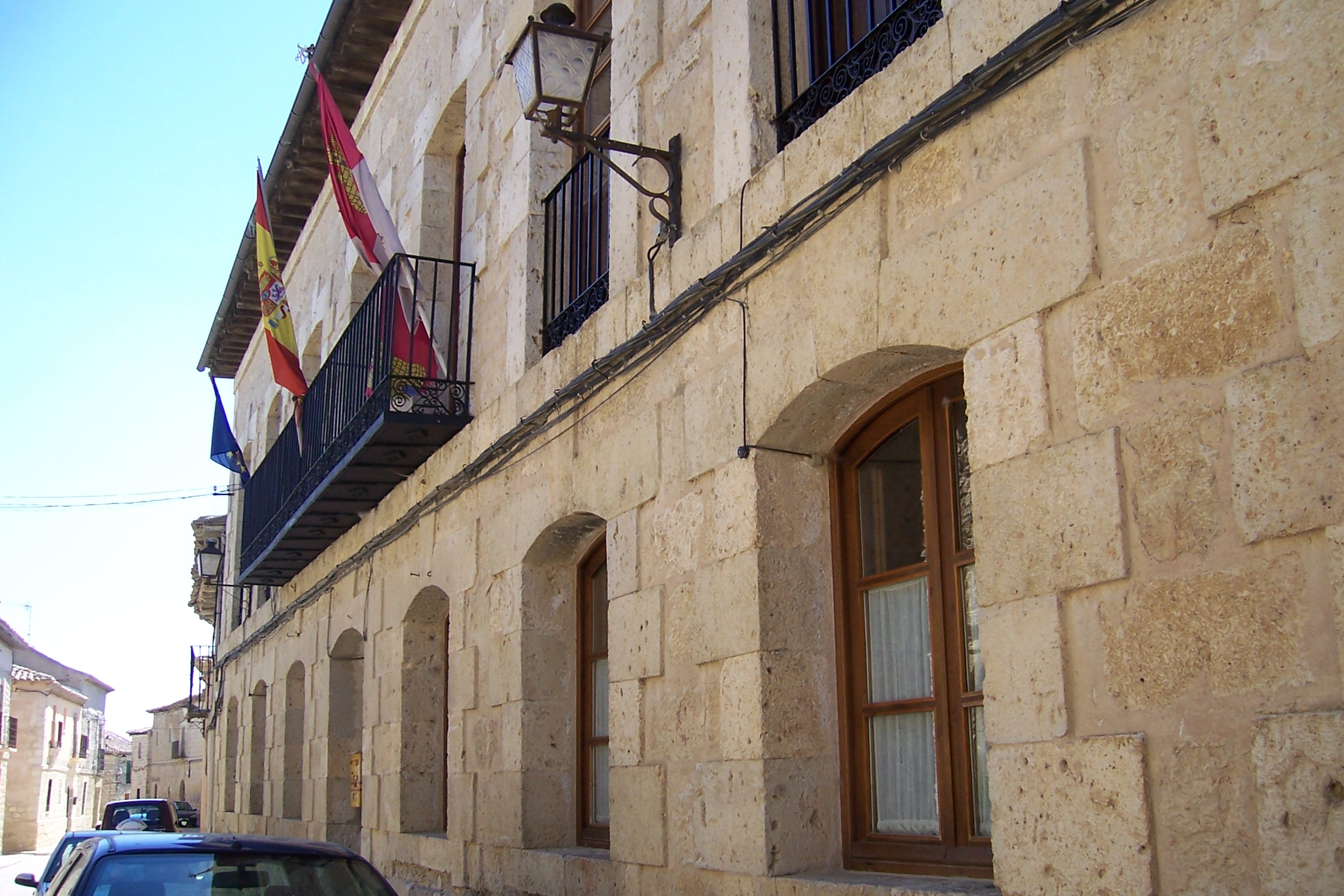
Casa consistorial

| Periodo   | Nombre                             | Partido |
| --------- | ---------------------------------- | ------- |
| 2007-2011 | Luis Carlos Martín Martín          | PP      |
| 2011-2015 | Luis Carlos Martín Martín          | PP      |
| 2015-2019 | Luis Carlos Martín Martín          | PP      |
| 2019-2023 | Francisco Javier Frontela Revuelta | PP      |

## Cultura

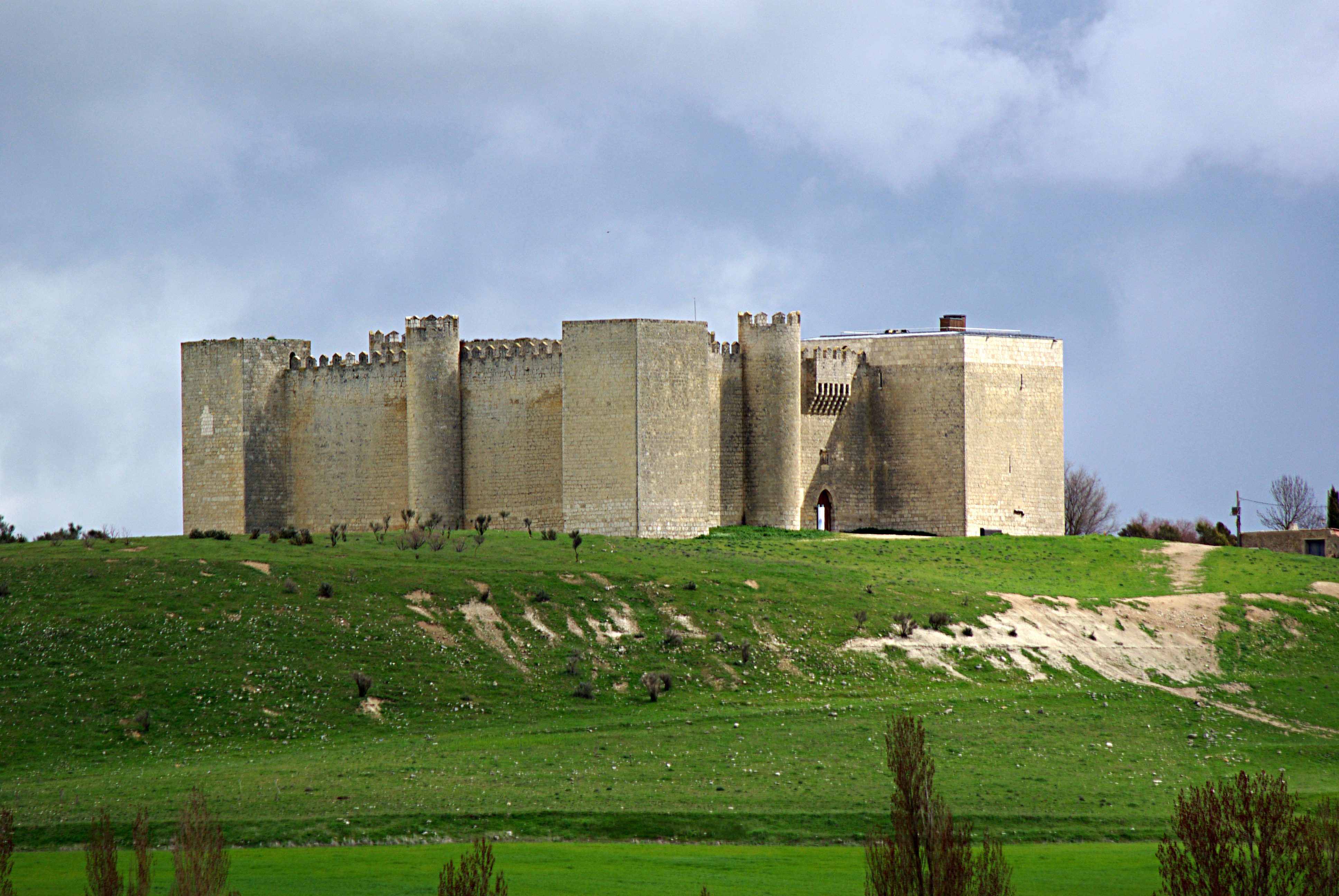
Castillo de Montealegre

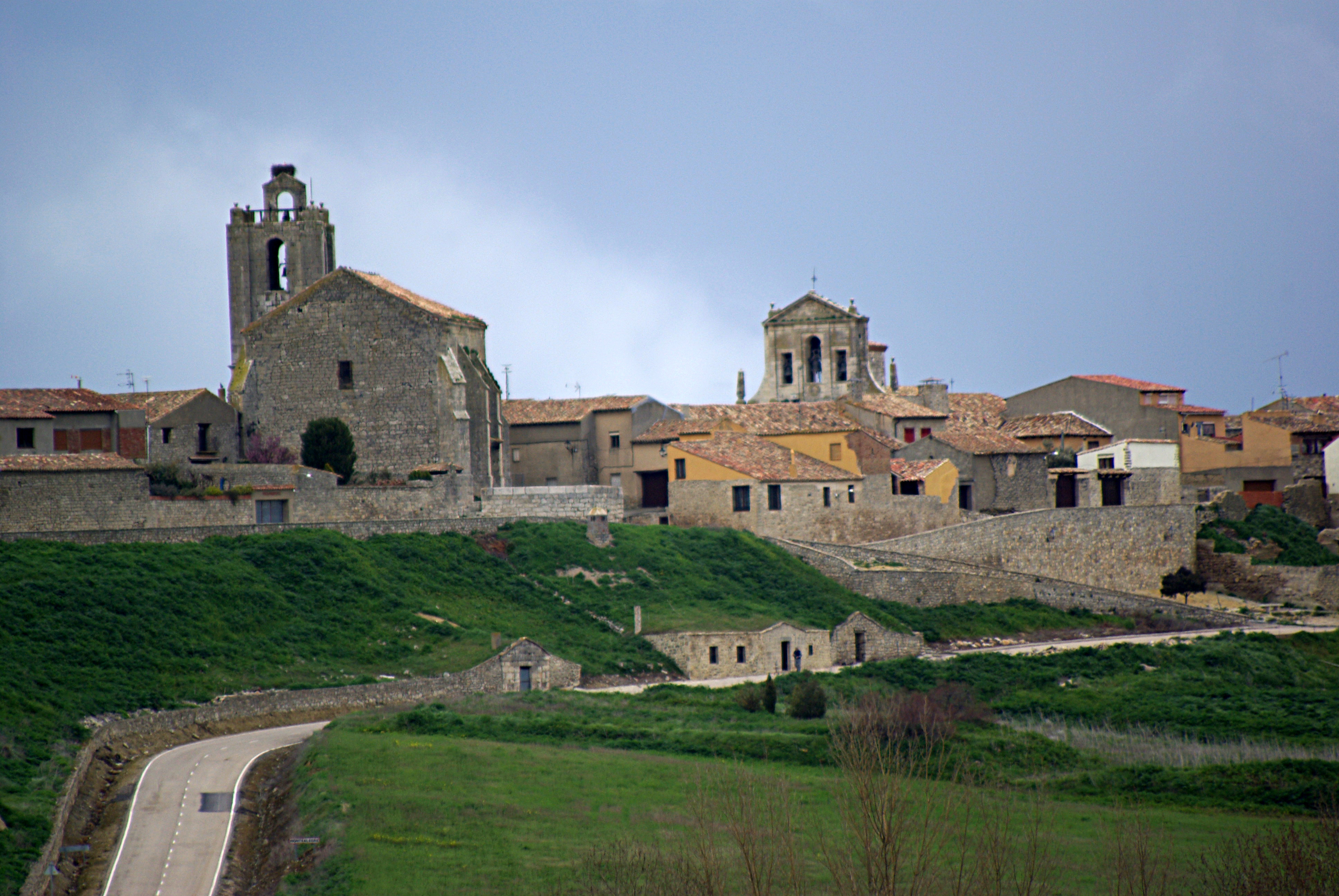
Vista del pueblo

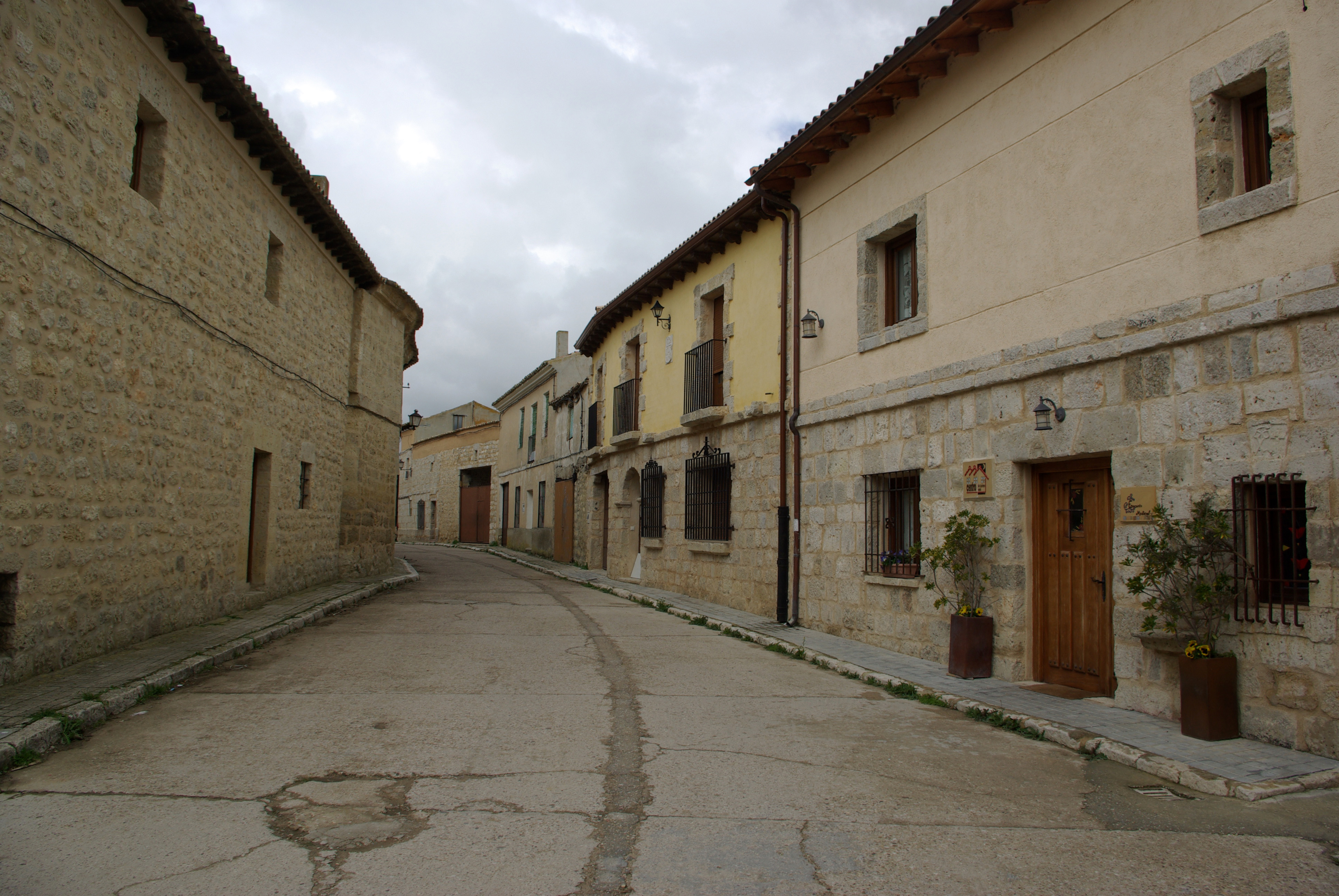
Calle

### Patrimonio
- Castillo de Montealegre de Campos. Siglo XIII[4] con el centro de interpretación del Medievo;
- Iglesia de Santa María. Siglos XVI y XVII;
- Iglesia de San Pedro. Siglo XVII;
- Ermita de Nuestra Señora de Serosas. Siglo XVII;
- Ermita del Humilladero;
- Museo del Pastor;
- Diversas Casas nobles.[5]

### Fiestas
- Fiesta de la Virgen de las Mieses, fiesta que se celebra el día de San Pedro. Los actos se desarrollan en torno a la ermita de la Virgen de las Serosas o Virgen de las Mieses, santuario edificado en el siglo XVII, y desde donde se dominan todos los campos con la cosecha del año.[6]
- Fiesta en honor a San Pedro y San Pablo, las fiestas patronales se celebran a finales de junio, entre los días 24 y 29, cuando los vecinos se reúnen en torno a la ermita de Serosas y organizan concursos de bailes y juegos autóctonos.[7]